# Maria Ioannou
Maria Ioannou (griechisch Μαρία Ιωάννου; * 21. Januar 1985) ist eine zypriotische Badmintonspielerin.

## Karriere
Maria Ioannou gewann in den Jahren von 1999 bis 2009 17 nationale Titel in Zypern. 2001 und 2002 siegte sie bei den Cyprus International. 2006 nahm sie an der Badminton-Weltmeisterschaft 2006 teil.

## Sportliche Erfolge
| Saison | Veranstaltung                              | Disziplin   | Platz | Name                                 |
| ------ | ------------------------------------------ | ----------- | ----- | ------------------------------------ |
| 1999   | Zypern: Einzelmeisterschaften der Junioren | Dameneinzel | 1     | Maria Ioannou                        |
| 1999   | Zypern: Einzelmeisterschaften              | Damendoppel | 1     | Diana Knekna / Maria Ioannou         |
| 1999   | Zypern: Einzelmeisterschaften der Junioren | Damendoppel | 1     | Maria Ioannou / Demetra Hadjiyiangou |
| 2000   | Zypern: Einzelmeisterschaften              | Dameneinzel | 1     | Maria Ioannou                        |
| 2000   | Zypern: Einzelmeisterschaften der Junioren | Dameneinzel | 1     | Maria Ioannou                        |
| 2000   | Zypern: Einzelmeisterschaften              | Damendoppel | 1     | Diana Knekna / Maria Ioannou         |
| 2000   | Zypern: Einzelmeisterschaften der Junioren | Mixed       | 1     | Nicolas Panayiotou / Maria Ioannou   |
| 2001   | Cyprus International                       | Mixed       | 1     | Peter Jensen / Maria Ioannou         |
| 2001   | Zypern: Einzelmeisterschaften              | Dameneinzel | 1     | Maria Ioannou                        |
| 2001   | Zypern: Einzelmeisterschaften              | Mixed       | 1     | Antonis C. Lazarou / Maria Ioannou   |
| 2001   | Zypern: Einzelmeisterschaften              | Damendoppel | 1     | Diana Knekna / Maria Ioannou         |
| 2001   | Cyprus International                       | Damendoppel | 1     | Diana Knekna / Maria Ioannou         |
| 2001   | Zypern: Einzelmeisterschaften der Junioren | Damendoppel | 1     | Maria Ioannou / Demetra Hadjiyiangou |
| 2001   | Zypern: Einzelmeisterschaften der Junioren | Mixed       | 1     | Charis Charalambous / Maria Ioannou  |
| 2001   | Zypern: Einzelmeisterschaften der Junioren | Dameneinzel | 1     | Maria Ioannou                        |
| 2002   | Cyprus International                       | Damendoppel | 1     | Diana Knekna / Maria Ioannou         |
| 2002   | Zypern: Einzelmeisterschaften der Junioren | Dameneinzel | 1     | Maria Ioannou                        |
| 2002   | Zypern: Einzelmeisterschaften der Junioren | Mixed       | 1     | Charis Charalambous / Maria Ioannou  |
| 2002   | Zypern: Einzelmeisterschaften              | Damendoppel | 1     | Diana Knekna / Maria Ioannou         |
| 2003   | Zypern: Einzelmeisterschaften der Junioren | Mixed       | 1     | Charis Charalambous / Maria Ioannou  |
| 2003   | Zypern: Einzelmeisterschaften der Junioren | Damendoppel | 1     | Maria Ioannou / Dometia Ioannou      |
| 2003   | Zypern: Einzelmeisterschaften der Junioren | Dameneinzel | 1     | Maria Ioannou                        |
| 2003   | Zypern: Einzelmeisterschaften              | Mixed       | 1     | Charis Charalambous / Maria Ioannou  |
| 2003   | Zypern: Einzelmeisterschaften              | Dameneinzel | 1     | Maria Ioannou                        |
| 2003   | Zypern: Einzelmeisterschaften              | Damendoppel | 1     | Diana Knekna / Maria Ioannou         |
| 2004   | Zypern: Einzelmeisterschaften der Junioren | Dameneinzel | 1     | Maria Ioannou                        |
| 2004   | Zypern: Einzelmeisterschaften der Junioren | Damendoppel | 1     | Maria Ioannou / Dometia Ioannou      |
| 2004   | Zypern: Einzelmeisterschaften der Junioren | Mixed       | 1     | Charis Charalambous / Maria Ioannou  |
| 2004   | Zypern: Einzelmeisterschaften              | Damendoppel | 1     | Maria Ioannou / Dometia Ioannou      |
| 2005   | Zypern: Einzelmeisterschaften              | Damendoppel | 1     | Maria Ioannou / Dometia Ioannou      |
| 2006   | Zypern: Einzelmeisterschaften              | Damendoppel | 1     | Maria Ioannou / Dometia Ioannou      |
| 2006   | Zypern: Einzelmeisterschaften              | Mixed       | 1     | Demetris Kyprianou / Maria Ioannou   |
| 2007   | Zypern: Einzelmeisterschaften              | Mixed       | 1     | Demetris Kyprianou / Maria Ioannou   |
| 2009   | Zypern: Einzelmeisterschaften              | Damendoppel | 1     | Maria Ioannou / Stella Knekna        |
| 2009   | Zypern: Einzelmeisterschaften              | Mixed       | 1     | Vasilis Vasou / Maria Ioannou        |